# Modicana
La modicana est une race bovine italienne, originaire de Sicile.

## Origine
Elle est signalée dès le XVIe siècle dans la province de Raguse, élevée dans le comté de Modica, dont elle prend le nom.

## Morphologie
Elle porte une robe de couleur rouge foncé, avec des nuances allant du noir pour les taureaux au blond doré des vaches, des muqueuses et des onglons noirs. 
Ses cornes sont jaunâtres aux extrémités noires. 
Le pis est gros, avec des quartiers souvent désharmonisés et de longs mamelons épais.
Elle est de stature modeste, au squelette solide.

## Aptitudes
Cette race présente d'excellentes caractéristiques pour le travail.
La production de lait est d'environ 18 à 22 kg par jour pour une lactation de 200 à 220 jours, avec un pourcentage de graisse d'environ 4%.
C'est une race rustique, acceptant un traitement alimentaire extrêmement médiocre.
Elle est peu adaptée à la production de viande, avec un rendement inférieur à 62%. Elle vêle sans difficultés.

## Élevage
Autrefois utilisée pour le travail (membres et onglons puissants), la modicana est élevée aujourd'hui pour le lait.
Avec le lait de Modica, on produit des fromages typiquement siciliens tels que le caciocavallo et le ragusano.